# Гонзало Фернандез де Овиједо
Гонзало Фернандез де Овиједо (шп. Gonzalo Fernandez de Oviedo y Valdes, 1478-1557), шпански колонијални чиновник и историчар.

## Биографија
Рођен у Мадриду од астуријских родитеља, Овиједо је накратко ступио у службу принца Хуана, јединог сина Фернанда и Изабеле, и упознао Колумба и породицу Пинзон. Током две године војне службе у Италији стекао је ренесансни укус за књижевност и уметност. По повратку у Шпанију са двадесет четири године оженио је лепотицу из Толеда Маргариту де Вергару, која је умрла десет месеци касније на порођају. Женио се још два пута.

### Служба у Америци
Године 1514. обавио је први од својих дванаест прелазака Атлантика, пловећи (заједно са Берналом Дијазом дел Кастиљом и Ернандом де Сотом) на експедицији Педра Аријаса де Авиле (Педраријас Давила) да би преузео своју нову дужност као инспектор топионица злата на Тијера Фирме. Са Педраријасом, који је успоставио тиранско гувернерство у Даријену, Овиједо је имао стално непријатељски однос.
Године 1532. добио је управо успостављени положај хроничара Индије, а надзор над ливницама злата прешао је на његовог сина. Следеће године преузео је додатни положај алкалде-а, или гувернера, тврђаве у Санто Домингу. Умро је 27. јула 1557. у Санто Домингу.

### Историчар и природњак
Познат међу историчарима Америке само као Овиједо, Гонзало Фернандез де Овиједо и Валдес провео је скоро педесет година у Новом свету и написао два важна дела о Западној Индији и Тијера Фирме (данашња Колумбија и Панама). Прва, Природна историја Индија (шп. De Ia natural historia de las lndias), објављена у Толеду 1526. године, бавила се флором, фауном и географијом Кариба, пре свега Хиспањоле, и Тијера Фирме. У једном поглављу описао је обичаје и фолклор домородаца, показујући мало поштовања према њиховој људскости или способностима. Друго дело, Општа и природна историја Индија, острва и копна у Oкеанском мору, (шп. Historia general y natural de las lndias, islas y Tierra Firme del mar Oceano) био је већи и значајнији рукопис, који је, иако је такође је укључивао природну историју и коментаре о индијанским друштвима, углавном је описивао политичку историју Шпаније у тим областима. Први део је објављен у Севиљи 1535. године; други у Ваљадолиду 1557. године, у години Овиједове смрти. Остали делови, потиснути вероватно од његовог идеолошког ривала, Бартоломеа де лас Касаса, штампани су тек у деветнаестом веку.

#### Мишљење о Индијанцима
На својим путовањима Овиједо је постао први теренски природњак Новог света, описујући и илуструјући својом руком бројне животиње, рибе и биљке. Њему такође лингвисти дугују своја прва сазнања о индијанским речима од којих су изведени термини као што су кану, ураган, кукуруз и висећа лежаљка. Његови списи о природи били су веома популарни у Шпанији и широм Европе. Овиједов став према домородачким народима имао је снажан утицај у Шпанији, где га је Бартоломео де лас Касас издвојио као „смртног непријатеља Индијанаца“ због начина на који је омаловажавао њихове обичаје и способности. У Овиједовој историји Индијанци су били лењи, покварени, злобни, идолопоклонички, зверски и заслуживали су ропство, које је и он сам практиковао. У својој чувеној расправи са лас Касасом 1550. године, Хуан Гинес де Сепулведа се у великој мери ослањао на Општу Историју у свом покушају да покаже да Индијцима недостају интелектуалне и религиозне способности и да се због тога може праведно борити против њих. С друге стране, лас Касас у свом формалном аргументу, Апологетска историја, одговарао на ставове краљевског историчара тачку по тачку.
Узгред, Овиједо заслужује да буде запамћен као први Шпанац који је у Новом свету наглас прочитао страшну теолошку прокламацију названу Захтев (шп. Requerimiento), која је, ако није послушана од стране домородаца, оправдавала рат и поробљавање. Дана 14. јуна 1514. Овиједо је прочитао прокламацију пред напуштеним селом у унутрашњости Даријена, праћен смехом војника.